# In nội tạng

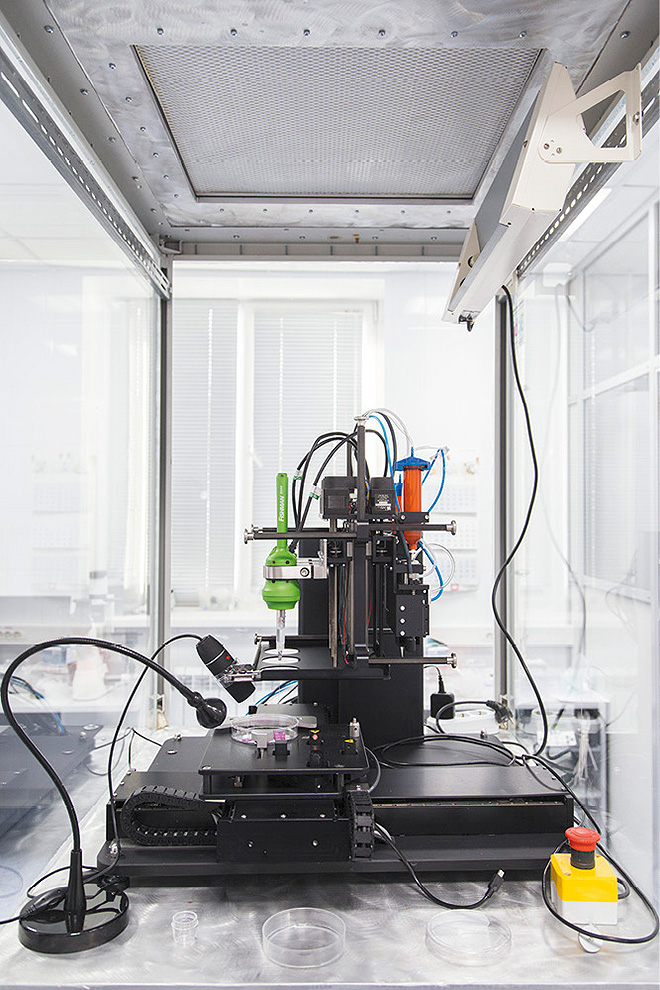
Máy in sinh học 3 chiều được phát triển bởi công ty của Nga, 3D Bioprinting Solutions.

Một cơ quan có thể in là một thiết bị nhân tạo được thiết kế để thay thế cơ quan nội tang, được sản xuất bằng kỹ thuật in 3D. Mục đích chính của các cơ quan in được là cấy ghép. Nghiên cứu hiện đang được tiến hành trên các cấu trúc tim, thận và gan nhân tạo, cũng như các cơ quan quan trọng khác. Đối với các cơ quan phức tạp hơn, chẳng hạn như tim, các cấu trúc nhỏ hơn như van tim cũng là đối tượng nghiên cứu. Một số cơ quan in đang tiếp cận các yêu cầu chức năng để thực hiện lâm sàng, và chủ yếu bao gồm các cấu trúc rỗng như bàng quang, cũng như cấu trúc mạch máu và ống nước tiểu.
In 3D cho phép xây dựng từng lớp một cấu trúc cơ quan cụ thể để tạo thành một cấu trúc đỡ tế bào. Điều này có thể được theo sau bởi quá trình nhân giống tế bào, trong đó các tế bào quan tâm được tiêm trực tiếp vào cấu trúc đỡ. Ngoài ra, quá trình tích hợp các tế bào vào bản thân vật liệu in được, thay vì thực hiện việc gieo hạt sau đó, đã được khám phá.
Máy in phun đã được sửa đổi đã được sử dụng để sản xuất mô sinh học ba chiều. Các hộp mực máy in chứa đầy một hệ thống treo của các tế bào sống và một loại gel thông minh, sau này được sử dụng để cung cấp cấu trúc. Các mẫu xen kẽ của gel thông minh và các tế bào sống được in bằng vòi phun in tiêu chuẩn, với các tế bào cuối cùng kết hợp với nhau để tạo thành mô. Khi hoàn thành, gel được làm lạnh và rửa trôi, chỉ để lại các tế bào sống.

## Lịch sử
In 3D để sản xuất một cấu trúc tế bào lần đầu tiên được giới thiệu vào năm 2003, khi Thomas Boland của Đại học Clemson được cấp bằng sáng chế việc sử dụng in phun cho các tế bào. Quá trình này sử dụng một hệ thống điểm biến đổi cho sự lắng đọng của các tế bào thành các ma trận 3D có tổ chức được đặt trên một chất nền.
Từ những phát hiện ban đầu của Boland, việc in 3D các cấu trúc sinh học, còn được gọi là in sinh học, đã được phát triển hơn nữa để bao gồm việc sản xuất các mô và cấu trúc cơ quan nội tạng, trái với các ma trận tế bào. Ngoài ra, nhiều kỹ thuật in hơn, chẳng hạn như ép đùn sinh học, đã được nghiên cứu và sau đó được giới thiệu như một phương tiện sản xuất.
In nội tạng đã được tiếp cận như là một giải pháp tiềm năng cho sự thiếu hụt cơ quan nội tạng được hiến. Các cơ quan đã được in và thực hiện thành công trong môi trường lâm sàng là phẳng, chẳng hạn như da, mô mạch, chẳng hạn như mạch máu hoặc cơ quan rỗng, chẳng hạn như bàng quang. Khi các cơ quan nhân tạo được chuẩn bị để cấy ghép, chúng thường được sản xuất với các tế bào riêng của người nhận.
Các cơ quan phức tạp hơn, cụ thể là những cơ quan có cấu trúc tế bào rắn, đang được nghiên cứu; các cơ quan này bao gồm tim, tuyến tụy và thận. Ước tính khi nào cơ quan như vậy có thể in được, nhiều biện pháp điều trị khác nhau có thể thực hiện được. Vào năm 2013, công ty Organovo sản xuất gan người bằng cách sử dụng công nghệ in sinh học 3D, mặc dù nó không thích hợp cho cấy ghép, và chủ yếu được sử dụng như một phương tiện để thử nghiệm thuốc.

## Kỹ thuật in 3D
In 3D để sản xuất các cơ quan nhân tạo là một chủ đề chính của nghiên cứu trong kỹ thuật sinh học. Khi các kỹ thuật sản xuất nhanh đòi hỏi in 3D trở nên ngày càng hiệu quả, khả năng ứng dụng của chúng trong tổng hợp nội tạng nhân tạo đã phát triển rõ rệt hơn. Một số lợi ích chính của in 3D nằm trong khả năng của nó về cấu trúc đỡ sản xuất hàng loạt, cũng như độ chính xác kết cấu cao trong các sản phẩm cấu trúc đỡ. Điều này cho phép tạo ra các cấu trúc có hiệu quả hơn với cấu trúc vi mô của cấu trúc mô hoặc cơ quan tự nhiên.
In nội tạng bằng cách sử dụng in 3D có thể được thực hiện bằng nhiều kỹ thuật khác nhau, mỗi kỹ thuật tạo ra những lợi thế cụ thể có thể phù hợp với các loại sản phẩm nội tạng cụ thể. Hai dạng in nội tạng nổi bật nhất là in sinh học và ép đùn. Nhiều cái khác tồn tại, mặc dù không được sử dụng phổ biến, hoặc vẫn đang trong quá trình phát triển.

### In sinh học nhỏ giọt (Inkjet)
Việc tạo bản in nhỏ giọt tạo ra các cấu trúc tế bào bằng cách sử dụng các giọt riêng lẻ của một vật liệu được chỉ định, trong đó đôi khi được kết hợp với một dòng tế bào. Khi tiếp xúc với bề mặt chất nền, mỗi giọt bắt đầu trùng hợp, tạo thành một cấu trúc lớn hơn khi các giọt riêng lẻ bắt đầu kết hợp lại. Sự trùng hợp được xáo trộn bởi sự hiện diện của các ion calci trên chất nền, khuếch tán vào chất kết dính hóa lỏng và cho phép tạo thành một gel rắn. Việc tạo bản in nhỏ giọt thường được sử dụng do tốc độ hiệu quả của nó, mặc dù khía cạnh này làm cho nó ít thích hợp hơn cho các cấu trúc nội tạng phức tạp hơn.

### Đùn sinh học
Ép đùn sinh học liên quan đến việc lắng đọng liên tục của một vật liệu in cụ thể và dòng tế bào từ một đầu đùn, một loại đầu in di động. Điều này có xu hướng là một quá trình kiểm soát và nhẹ nhàng hơn đối với việc lắng đọng vật liệu hoặc tế bào, và cho phép mật độ tế bào lớn hơn được sử dụng trong việc xây dựng mô hoặc cấu trúc cơ quan của mô hình 3D. Tuy nhiên, lợi ích như vậy được thiết lập trở lại bởi tốc độ in chậm hơn đòi hỏi kỹ thuật này. Ép đùn sinh học thường được kết hợp với tia cực tím để quang trùng hợp các vật liệu in để tạo thành một cấu trúc tích hợp ổn định hơn.

## Vật liệu in
Vật liệu in 3D thường bao gồm các polyme alginate hoặc fibrin đã được tích hợp với các phân tử bám dính tế bào, hỗ trợ sự gắn kết vật lý của các tế bào. Polyme như vậy được thiết kế đặc biệt để duy trì sự ổn định cấu trúc và dễ tiếp thu tích hợp tế bào. Thuật ngữ "bioink" đã được sử dụng như một phân loại rộng các tài liệu tương thích với việc in 3D.
Vật liệu in phải phù hợp với một loạt các tiêu chí, một trong những tính chất tương thích sinh học quan trọng nhất. Các giàn giáo được tạo thành bởi các vật liệu in 3D phải phù hợp về mặt vật lý và hóa học để tăng sinh tế bào. Tính phân hủy sinh học là một yếu tố quan trọng khác, và đảm bảo rằng cấu trúc nhân tạo có thể bị phá vỡ khi cấy ghép thành công, được thay thế bằng cấu trúc tế bào hoàn toàn tự nhiên. Do tính chất của in 3D, các vật liệu được sử dụng phải có thể tùy chỉnh và thích nghi, phù hợp với nhiều loại tế bào và sự phù hợp về cấu trúc.
Các loại gel đã nổi lên như một trong những vật liệu được sử dụng phổ biến nhất trong nghiên cứu in nội tạng, vì chúng có thể tùy biến cao, và có thể tinh chỉnh để mô phỏng một số tính chất cơ học và sinh học đặc trưng của mô tự nhiên. Khả năng hydrogels được điều chỉnh theo nhu cầu cụ thể cho phép chúng được sử dụng như một vật liệu đỡ thích ứng, phù hợp với nhiều cấu trúc mô hoặc cơ quan và điều kiện sinh lý. Một thách thức lớn trong việc sử dụng alginate là sự ổn định và suy thoái chậm, khiến cho giàn giáo gel nhân tạo khó bị phá vỡ và được thay thế bằng ma trận ngoại bào riêng của tế bào cấy ghép. Gel thích hợp cho việc ép đùn cũng thường ít cấu trúc và âm thanh cơ học; tuy nhiên, vấn đề này có thể được trung gian bằng cách kết hợp các chất sinh học khác, chẳng hạn như nanocellulose, để cung cấp sự ổn định lớn hơn. Các thuộc tính của alginate hoặc hỗn hợp polyme sinh học có thể điều chỉnh được và có thể được thay đổi cho các ứng dụng và loại cơ quan khác nhau.

## Cấu trúc cơ quan nội tạng
Mặc dù nhiều thách thức kỹ thuật về in nội tạng được chia sẻ với các ứng dụng khác về tạo bản in 3D sinh học, có một số yếu tố cấu trúc cụ thể của cơ quan phải được giải quyết để tạo thành công cơ quan in được cấy ghép.

### Sự tạo mạch
Việc chuyển chất dinh dưỡng và oxy đến các tế bào trong toàn bộ cơ quan in là điều cần thiết cho chức năng của nó. Trong các mô rất nhỏ hoặc mỏng có độ dày dưới milimet, tế bào có thể nhận chất dinh dưỡng thông qua sự khuếch tán. Tuy nhiên, các cơ quan lớn hơn yêu cầu vận chuyển chất dinh dưỡng đến các tế bào sâu bên trong mô, điều này đòi hỏi mô phải được tạo mạch, và do đó có thể nhận máu để trao đổi hàng hóa như oxy và chất thải tế bào. Các kỹ thuật in nội tạng sớm tạo ra các mô rắn không thể tạo mạch máu, hoặc tạo mạch máu chỉ chậm khi các mạch máu chủ đưa vào cấy ghép, dẫn đến các vấn đề như hoại tử bên trong mô có thể đe dọa sức khỏe và phục hồi thành công của một người nhận cấy ghép. Các kỹ thuật phát triển gần đây hơn cho phép các cơ quan in được tạo ra với cấu trúc 3D phức tạp hơn, bao gồm cả hệ thống mạch bên trong có sẵn, cho phép tích hợp nhanh hơn cấy ghép vào hệ tuần hoàn chủ. Có nhiều kỹ thuật để tạo ra hệ thống mạch máu hiện đang được phát triển. Một phương pháp là in ấn riêng biệt của các mạch sau đó được kết hợp vào một mô lớn hơn. Một phương pháp khác là in hy sinh, trong đó toàn bộ mô được in cùng một lúc, và một liên kết sinh học có thể tháo rời hoặc có thể tháo rời được sử dụng để tạo thành bên trong của các mạch. Một khi cấu trúc đỡ hy sinh này được loại bỏ, thường là bằng phương pháp hóa học hoặc nhiệt, phần còn lại của mô sau đó chứa một mô hình mạch máu.